# イスクラ作戦
イスクラ作戦（露: Операция Искра、英: Operation Spark、日本語の意味は火花）は、独ソ戦中の1943年初頭、ラドガ湖南岸において展開されたドイツ北方軍集団第18軍とソビエト赤軍レニングラード戦線およびヴォルホフ戦線との戦いのことである。

## 背景
1941年9月8日シュリッセリブルクの町が占領されレニングラード包囲網が完成してから、包囲を突破する試みが何度もなされた。
1942年1月7日～7月12日にはルバニ作戦（ru）でソ連側は攻勢を続けたが第2打撃軍（en）の壊滅で終わった。
そしてセヴァストポリ包囲戦を終えた第11軍の大型攻城砲、スペインからの反共義勇軍青師団（1941年8月からヴォルホフ方面へ派遣されていた）がレニングラード前面に展開し強襲占領を目指した。
10月6日まではソ連軍の方が攻勢に出たが（Редактирование: 3-я Синявинская операция (1942)）大きな損害を出し包囲解除の4度目の試みは失敗に終わった。しかしドイツ軍は強襲占領の攻勢（en:Operation Northern Light）に移れず6万人を戦死または捕虜として失い、飛行機260機、戦車200輌、砲・迫撃砲600門の損害を出した。

## 経過

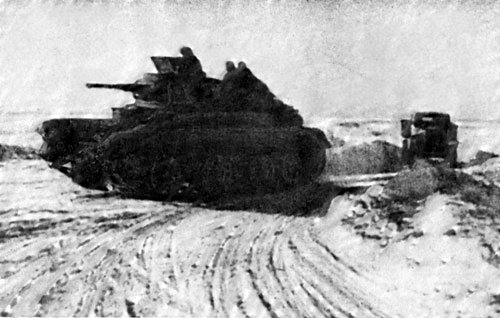
ラドガ湖の氷上を走る、包囲されたレニングラードへの「命の道」

ゴヴォロフ中将が作戦計画を立案し、それまでの攻勢の3倍2000門以上の砲を用意し新設第67軍がレニングラード戦線に補充された。
クリメント・ヴォロシーロフ元帥やゲオルギー・ジューコフ元帥が調整役として派遣される中でネヴァ川の氷結が完全になるまで作戦は延期された。
1943年1月12日9時30分、4500門以上の砲の2時間前後の準備砲火の後レニングラード・ヴォルホフ戦線の両方から部隊が進撃を開始した。
ドイツ軍は激しく反撃し、ゲオルク・フォン・キュヒラー元帥はシュリッセリブルク守備隊に最後の一兵まで戦えと指令したが、1月18日10時30分、シュリッセリブルク南東5マイル労働者村No.1付近でレニングラード戦線の第123狙撃兵師団がヴォルホフ戦線第372狙撃兵師団第1240連隊の一部と出会ったことによりレニングラード包囲は突破された。

## 結果
戦いの結果、ソビエト連邦軍はレニングラードへの地上領土連絡を回復し鉄道輸送が再開され、包囲網が部分的に解除された。しかしドイツ軍の砲爆撃は続き、包囲の全面的解除は1943年3月まで更に1年以上かかった。

## 関連部隊

### ソビエト赤軍
- レニングラード戦線（司令官：レオニード・ゴヴォロフ（Леонид Александрович Говоров）元帥）
  - 第67軍（司令官：ミハイル・ドゥハーノフ（Михаил Павлович Духанов）少将）
    - 第268狙撃兵師団、第136狙撃兵師団、第86狙撃兵師団、第123狙撃兵師団、第34スキー旅団、第152戦車旅団、第61戦車旅団

  - 第55軍（司令官：ウラジーミル・スヴィリドフ（Владимир Петрович Свиридов）中将）
- ヴォルホフ戦線（司令官：キリル・メレツコフ（Кирилл Афанасьевич Мерецков）元帥）
  - 第2打撃軍（司令官：ウラジーミル・ロマノフスキー（Владимир Захарович Романовский）中将）
    - 第372狙撃兵師団

  - 第8軍（司令官：フィリップ・スタリコフ（Филипп Николаевич Стариков）中将）
- 第13航空軍、第14航空軍
- バルチック艦隊およびラドガ湖小艦隊

### ドイツ軍
- 北方軍集団（司令官：ゲオルク・フォン・キュヒラー（Georg Karl Friedrich Wilhelm von Küchler）元帥）
  - 第18軍（司令官：ゲオルク・リンデマン（Georg Lindemann）上級大将）
    - 第170歩兵師団
    - 第227歩兵師団